# Club Deportivo de la Universidad de Chile
El Club Deportivo de la Universidad de Chile fue un club polideportivo de Chile, representativo de la Universidad de Chile, de la ciudad de Santiago en la Región Metropolitana. Fue fundado el 13 de junio de 1919 con la denominación de «Liga Universitaria de Deportes», renombrada en los días siguientes bajo el nombre de «Federación Universitaria de Deportes» (FUD). Fue disuelto mediante un decreto institucional de la Universidad de Chile en 1984, siendo reemplazado por el Servicio de Deportes y Recreación.
El color que identificó al club es el azul. En tanto, su escudo representa la imagen de un chuncho (o mochuelo), cuyo origen se remonta al Club Náutico Universitario, y que actualmente identifica al club de fútbol Universidad de Chile, de carácter profesional,
 y a todas las disciplinas deportivas de la universidad.
A lo largo de su historia, reunió varias ramas deportivas, entre ellas, el fútbol profesional, perteneciente al club hasta 1980, básquetbol, natación, rugby, automovilismo, atletismo, tenis de mesa, voleibol, ajedrez, tiro, boxeo, béisbol, hockey, esquí, esgrima, entre otras.

## Historia

### Antecedentes
A inicios del siglo XX, aparecieron las primeras manifestaciones deportivas ligadas a la Universidad de Chile, concretamente, clubes y equipos estudiantiles dedicados a la práctica del fútbol: el «Instituto Pedagógico Football Club», que participó en la fundación de la Asociación de Football de Santiago (AFS) en 1903; la «Escuela de Medicina Football Club», equipo inscrito el 21 de mayo de 1905 como uno de los fundadores de la Asociación Arturo Prat (AAP); y el primer seleccionado de fútbol representativo de la Federación de Estudiantes de Chile, en 1908. Sin embargo, el primer equipo representativo de la Universidad de Chile apareció el 1 de noviembre de 1909, fecha en que disputó el primer Clásico universitario con la selección de la Universidad Católica.
Paralelamente, el 25 de marzo de 1911 fue organizado el Club Atlético Internado Barros Arana, entidad que estuvo integrada por exalumnos del INBA que, al ingresar como estudiantes a las dos únicas universidades existentes en Chile en ese entonces, la Universidad de Chile y la Universidad Católica, también formaron equipos representativos de sus distintas facultades universitarias. Este club, a través del Internado Football Club, constituye el antecedente directo del actual Club Universidad de Chile.
Sin embargo, debido a la falta de una única entidad rectora, la práctica de las diversas actividades deportivas al interior de la Universidad de Chile se encontraba dispersa en sus respectivas facultades y centros federados.

### Fundación y primeros años
El jueves 12 de junio de 1919, en su sección Vida Estudiantil, el diario La Nación publicó un anuncio en que la Comisión de Deportes de la Federación de Estudiantes de la Universidad de Chile (FECH) citaba a los delegados de las secciones deportivas de los centros de estudiantes de las facultades a una reunión para el viernes 13 de junio «con el objeto de echar las bases de la futura Liga Universitaria de Deportes». Así, el 13 de junio de 1919 nació la primera entidad rectora del deporte dentro de la Universidad de Chile: la Liga Universitaria de Deportes, que a los días después pasó a denominarse Federación Universitaria de Deportes (FUD).
Fue elegido un directorio provisorio, cuyo presidente fue Hernán Alessandri. Luego, se constituyó la mesa definitiva que regiría a la institución: dieciocho centros participaron en la elección del primer presidente efectivo, resultando ganador Carlos Haupt G. por sobre Hernán Alessandri. Por último, la Federación se constituyó a base de los siguientes centros, que estuvieron representados en ella: Leyes, Medicina, Dentística, Ingeniería Civil, Minas, Conductores de Obras, Arquitectura, Farmacia, Agronomía, Medicina Veterinaria, Educación Física y Bellas Artes. Otras fuentes, no obstante, señalan que la creación de la Federación aconteció en 1923, ocasión en que se generó un movimiento estudiantil dentro de la universidad y que fue presidido inicialmente por el abogado y presidente del Internado Football Club, Arturo Flores Conejeros, lo que evidencia el estrecho vínculo entre los estudiantes de la Universidad de Chile y los estudiantes del Internado Nacional Barros Arana. Además, en ese año, Hernán Alessandri organizó dos campeonatos atléticos que no fueron reconocidos por las rectorías de la casa de estudios. También se celebró el primer Torneo Interuniversitario de Deportes, entre la Universidad de Chile y la Universidad Católica, en disciplinas como atletismo, fútbol, boxeo, esgrima, natación y ciclismo, preferentemente.
A inicios de la década de 1920, la institución ya se caracterizaba por difundir la práctica del fútbol, tenis, boxeo, atletismo, tiro al blanco, béisbol y tenis de mesa entre la juventud universitaria, y de organizar periódicamente competencias, en las cuales se disputaron valiosos premios. En fútbol participaron jugadores como Corte, Ahumada, Urrutia, David Arellano, Marcial Baeza, entre otros. En boxeo destacaron Zorobabel Rodríguez, Heyerman, Alejo Carrillo, Julio Valdés, Rojas Villegas, Alberto Campusano y Jorge Müller. Por su parte, la sección de atletismo estuvo representada por campeones tales como Orrego Riedel, Slatter, Goicolea y Moreno, mientras que los hermanos Luis y Domingo Torralva lo hicieron en tenis.
Posteriormente, el 19 de agosto de 1925 fue fundado el Club Atlético Universitario y el 21 de abril de 1926 fue fundado el Club Náutico Universitario, ambos ligados a la Federación Universitaria de Deportes.
Gracias a los nexos existentes, el 24 de mayo de 1927, representantes de la Federación Universitaria de Deportes participaron en la junta general anual del Internado Football Club, la cual, por iniciativa de Arturo Flores Conejeros, tuvo por objeto proyectar la creación de un club de deportes de carácter universitario: el Club Universitario de Deportes, formalizado por escritura pública ante el notario Humberto Valenzuela Vargas, el 29 de octubre de 1928, cuya rama de fútbol era precisamente el Internado Football Club. No obstante, hasta ese momento, la Federación Universitaria continuaba existiendo de forma independiente a dicho club deportivo.

### La Confederación Universitaria de Deportes de Chile
Paralelamente, en octubre de 1927, la Federación Universitaria de Deportes organizó en forma conjunta con la Universidad Católica un Torneo Inter-Universitario, en celebración a las Fiestas de la Primavera. El programa incluyó pruebas de atletismo, partidos de tenis y, como última actividad, un match de fútbol entre los seleccionados de la Universidad Católica y del Estado, que terminó con victoria del conjunto laico por 4-3.
Luego, el 28 de abril de 1928, fue constituida la Confederación Universitaria de Deportes de Chile, colectividad conformada gracias al impulso de delegados de la Universidad de Chile, de la Universidad Católica, de la Universidad de Concepción y de la Universidad Católica de Valparaíso —que luego se marginó—, a fin de difundir el deporte universitario a nivel nacional. Al efecto, fue elegido un directorio y se designó a Roberto Müller Hess como primer presidente y luego a Julio Torres como presidente efectivo. En su primera temporada, la Confederación celebró los Juegos Deportivos Universitarios, cuyo programa comprendió competencias en disciplinas como fútbol, tenis, boxeo, esgrima, básquetbol, tiro al blanco y atletismo. A falta de un estadio polideportivo, las actividades se desarrollaron en diferentes sitios: la fiesta inaugural se efectuó en el Estadio Los Leones; el atletismo en el Estadio Militar; los partidos de tenis en las canchas del Santiago L. T. C., en el Parque Cousiño; el básquetbol en las canchas de la Universidad Católica; la esgrima en el Instituto de Educación Física; el tiro al blanco en el stand de la Recoleta; y el fútbol en el Estadio de Ñuñoa y en el Militar. En los juegos intervinieron diversos atletas, algunos de ellos de actuaciones internacionales: Bustamante, Swartz, Jorge y Guillermo Velasco, Guiraldes, Díaz, Juan Mourá, Henríquez, Juan Gutiérrez, Cea, del Río, entre otros. Los premios, por su parte, fueron donados por diversas autoridades, entre ellas, el Comité Unido de las Fiestas de la Primavera.
Posteriormente, el 3 de marzo de 1930 el Club Universitario de Deportes fue refundado gracias a la incorporación de la Federación Deportiva de la Universidad de Chile y la Federación Deportiva de la Universidad Católica, que de cierta forma constituían la élite deportiva santiaguina y universitaria de la época. Su primer presidente fue el propio Arturo Flores Conejeros y la institución contó con sede propia, estatutos y reglamentos escritos y sancionados por las autoridades deportivas de la época. En tanto, la insignia del chuncho cambió el campo de su escusón con las siglas «CUD».
En 1931, el club deportivo participó en los Torneos Nacionales Universitarios junto a las otras cuatro universidades existentes de la época: la Universidad Católica, la Universidad de Concepción, la Universidad Técnica Federico Santa María y la Universidad Católica de Valparaíso.

### Reestructuración en el Club Deportivo de la Universidad de Chile
En 1934, siendo rector Juvenal Hernández Jaque en la Universidad de Chile, a través del Decreto N.º 72 se creó el cargo de consejero de deportes, cuya principal acción consistió en la de representar a la universidad en el seno del club deportivo, ante el rector y demás funcionarios de la institución, actuando en todo momento como personero de la Secretaría de Estadísticas e Información y Bienestar Estudiantil. Además, una de las disposiciones más importantes de dicho decreto fue la que establecía:

«Que la calidad de alumno de la Universidad de Chile, comparte con la calidad de miembro del Club Deportivo de la misma».

No obstante, para llegar a denominarse exclusivamente «Club Deportivo de la Universidad de Chile», hubo que disolver la denominación «Club Universitario de Deportes», ya que uno de sus componentes era la Federación Deportiva de la Universidad Católica, cuyos estudiantes se retiraron para crear su propio club deportivo. Por consecuencia de lo anterior, hubo un período de receso y reestructuración, para lo cual, en 1935, fue nominado Carlos Lund como presidente del club y al año siguiente lo fue Aníbal Bascuñán.
Por su parte, el «chuncho», que primero fue la insignia del Club Náutico Universitario y luego del Club Universitario de Deportes, finalmente fue adoptado como el emblema oficial y definitivo del Club Deportivo de la Universidad de Chile.
Luego de la creación y consolidación del Club Deportivo de la Universidad de Chile, en el seno de la universidad se produjo una organización interna, para la cual, el 13 de mayo de 1939, a través del Decreto N.º 230, el Consejo Universitario aprobó el reglamento del club firmado por E. L. Marshall como secretario general y Juvenal Hernández Jaque como rector. Además, con el ascenso del equipo de fútbol a la serie profesional, se optó por regir a esta rama en forma distinta a las otras disciplinas de carácter amateur que se desarrollaban y nacían en el club deportivo.
Posteriormente, el 5 de septiembre de 1953, durante la gestión de Juvenal Hernández Jaque y del presidente del club deportivo, Eugenio Velasco Letelier, se aprobaron los estatutos y reglamentos del Club Deportivo de la Universidad de Chile, cuya elaboración fue una tarea que le correspondió tanto a los consejeros como a los miembros de la junta ejecutiva del club. Los estatutos contemplaban siete títulos y 48 artículos, mientras que el reglamento estaba compuesto por 228 artículos, más los artículos transitorios adicionales. Estos estatutos y reglamentos contemplaban, entre otras materias, todo lo concerniente al control y dependencia del fútbol profesional de la Universidad de Chile.

### Últimos años
La estructura deportiva del club se mantuvo vigente hasta el 11 de septiembre de 1973, siendo Emilio Torrealba Morales su último presidente, electo por el consejo de la institución. Posteriormente, debido al golpe de Estado, se derogaron todos los estatutos existentes de las instituciones universitarias y de otras organizaciones del Estado, y aunque esto no perjudicó mayormente la práctica y ejecución del deporte en la Universidad de Chile, la situación hizo crisis en 1978, por lo que se creó en forma independiente de la casa de estudios, la Corporación de Fútbol Profesional de la Universidad de Chile (CORFUCH) con personalidad jurídica independiente del club deportivo. Finalmente, bajo la dirección de los rectores delegados, en 1984 el Club Deportivo de la Universidad de Chile se transformó en el Servicio de Deportes y Recreación.
Actualmente, el ente rector del deporte en la universidad es la Dirección de Deportes y Actividad Física de la Universidad de Chile, creada por decisión del Consejo Universitario el 30 de septiembre de 2002.
Cabe indicar que, en 1968, bajo la presidencia de Carlos Pilassi Moreno, se formó una comisión a fin de establecer oficialmente la fecha de fundación del club, en la que participaron representantes de las 18 ramas deportivas con las que la institución contaba en ese momento. Así, a propuesta del doctor Eduardo Herrera Celis, el 1 de abril de 1919 fue escogido por sobre el 28 de octubre de 1928, por 10 votos a 5, como fecha de fundación de la Federación Universitaria de Deportes.

## Ramas

### Atletismo
La rama de atletismo se denominó en sus inicios como Club Atlético Universitario y fue fundada el 19 de agosto de 1925, bajo el alero de la Federación Universitaria de Deportes. Su primer presidente fue Roberto Müller Hess.
En 1926, organizó un torneo en que resultó ganadora la Escuela de Ingeniería, seguida por Leyes y Educación Física. En ese mismo año, con ocasión de su primer aniversario, el club volvió a celebrar un torneo universitario, en el que resultaron ganadores atletas como Juan Mourá, Osvaldo Palma, Hugo Enríquez, Leoncio Veloso y Luis Bustamante.

### Básquetbol
Si bien la rama de básquetbol existió prácticamente desde los inicios del club deportivo, específicamente el 20 de abril de 1926, esta adquirió el carácter profesional recién en 1980, integrándose a la División Mayor del Básquetbol de Chile (DIMAYOR) ese mismo año. En su primera temporada, la sección de básquetbol de la «U» finalizó en la última ubicación del campeonato tras registrar siete derrotas en siete encuentros disputados. A causa de lo anterior, además de los problemas institucionales que afectaban al club durante esa época, al año siguiente, Universidad de Chile cesó su participación en la DIMAYOR.
En 1983, no obstante, el club volvió a afiliarse a la DIMAYOR en la que, pese a la disolución del club deportivo en 1984, participó hasta la temporada 1989, logrando su mejor participación en el campeonato de 1986, luego de finalizar en la sexta posición.
Destaca que, durante sus ocho temporadas en la máxima categoría del básquetbol chileno, la rama de básquetbol fue dirigida por el entrenador Néstor Gutiérrez.

#### Básquetbol femenino

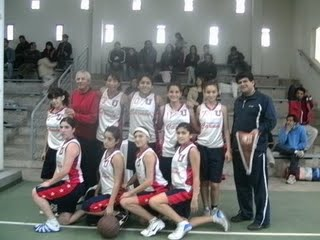
Categoría Cadetes 2009.

La Universidad de Chile también cuenta con una rama de básquetbol femenino, que actualmente juega en diversas asociaciones de Santiago, siendo un equipo destacado por sus buenos resultados y jugadoras seleccionadas.
Actualmente juegan de local en el Gimnasio Carol Urzúa, bajo la dirección técnica de Mauricio Silva y Jorge García en distintas categorías de niñas de 9 años hasta universitarias dedicadas al básquetbol de alto rendimiento.

### Fútbol

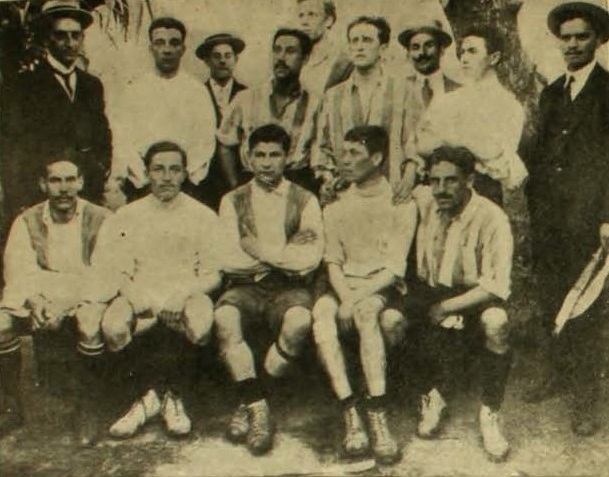
Equipo de fútbol de la Universidad de Chile en 1909.

Los primeros antecedentes de la rama de fútbol del club deportivo se remontan al año 1896, con la creación del primer equipo de fútbol escolar del país, conformado por alumnos del Instituto Nacional; al año 1902, con la fundación del Instituto Pedagógico Football Club y el Internado Football Club; y a las décadas de 1900, de 1910 y de 1920, con la formación espontánea de selecciones y clubes estudiantiles al interior de la Universidad de Chile, destacando entre ellos, el club de fútbol de la Escuela de Medicina y el equipo que disputó los primeros Clásicos Universitarios ante la selección estudiantil de la Universidad Católica. En la década de 1920, ambas escuadras continuaron disputando partidos amistosos en jornadas estudiantiles, como en noviembre de 1925, encuentro que ganaba Universidad de Chile por 2-0 y que fue suspendido por invasión a la cancha.

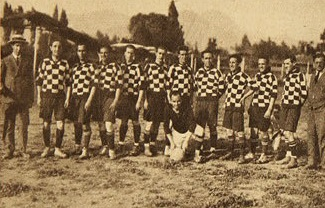
Equipo de la Federación Universitaria de Deportes en 1923.

Con la fundación oficial el 24 de mayo de 1927 y la inscripción legal el 29 de octubre de 1928 del «Club Universitario de Deportes de Chile», su equipo de fútbol comenzó a competir en la Liga Central de Football y en 1930 pasó a integrar al club deportivo como una de sus ramas. En forma paralela, el fútbol de la Federación Universitaria de Deportes se desarrolló con encuentros entre su seleccionado y el de la Universidad Católica, como se dio en octubre de 1927, mientras que a nivel interno, era común que las diferentes escuelas se enfrentarán entre ellas por la disputa de un trofeo. Es así que, en mayo de 1928, tuvo lugar un partido entre la Escuela de Farmacia y la de Educación Física, habiéndose adjudicado la primera la Copa Carlos Haupt, después de anotar dos goles por intermedio de Morales y Gómez. Ese mismo mes se organizó, además, el Campeonato Universitario de Apertura, cuyos finalistas fueron la Escuela de Leyes y la de Medicina, con victoria de este último conjunto por la cuenta mínima en un tercer partido, luego de otros dos que finalizaron empatados.
En 1934, luego de la unión con la Federación Universitaria de Deportes, la sección de fútbol del Club Universitario de Deportes de Chile pasó a ser la del reestructurado «Club Deportivo de la Universidad de Chile». Bajo su alero, obtuvo el título de la División de Honor Amateur de esa temporada, de la Asociación de Football de Santiago, y posteriormente, en 1938, ingresó al profesionalismo, etapa en la cual obtuvo los títulos nacionales de 1940, 1959, 1962, 1964, 1965, 1967 y 1969. No obstante, iniciado en 1973 la dictadura militar de Augusto Pinochet (1973-1990), se decretaron una serie de medidas en la Universidad de Chile que repercutieron en desmedro directo del equipo de fútbol, que debió dejar partir a varios jugadores, así como verse imposibilitado de competir económicamente con otros clubes de la época. A fin de paliar esta situación, a fines de 1978, la rama de fútbol se transformó en la Corporación de Fútbol Profesional de la Universidad de Chile (CORFUCH), entidad de derecho privado que el 1 de septiembre de 1980 se desvinculó definitivamente de la casa de estudios fundada por Andrés Bello, conservando de esta, únicamente, el nombre de «Universidad de Chile» y sus emblemas.

### Natación
Fundada el 21 de abril de 1926 como Club Náutico Universitario, la rama de natación fue una de las pioneras en Chile en la práctica de dicha disciplina. Además, fue la rama que aportó al club la insignia del «chuncho», cuyo diseño fue traído desde Alemania por su presidente, Pablo Ramírez Rodríguez.
En noviembre de 1926, el club organizó un campeonato de escolares y universitarios, cuyos premios fueron donados por las autoridades de la época. El programa estuvo confeccionado a base de pruebas de estilo libre, estilo de espalda y de pecho, lanzamiento y un partido de waterpolo entre los equipos A y B del Club Náutico Universitario y los equipos de los clubes Náutico Quinta Normal y Gimnástico Alemán.
En la década de 1920 el Club Náutico Universitario competía oficialmente en la Asociación Nacional de Nadadores de Chile. Durante esos años destacaron nadadores como Hernán Téllez Calderón, Carlos Lund, Mario Astaburuaga, Horacio Montero, Odilón Ríos y Germán Schuler.

### Rugby
La rama de rugby se fundó el 15 de junio de 1941 bajo la presidencia de Aníbal Bascuñán Valdés y su primer partido fue ante Stade Francais, al que derrotó por 11-3. En ese mismo año la «U» se clasificó campeón del certamen de Segunda División, alcanzando un lugar en la división de honor.
El club es el más antiguo de los clubes federados, siendo precursor en el año 1942 del actual Club Universidad Católica, y su principal actuación, desde su fundación, fue la difusión del rugby nacional. En 1946 realiza el primer campeonato interuniversitario; fue iniciador del intercambio rugbístico chileno-mendocino en 1952; y en 1956 organizó la primera competencia para menores
En 1983, el club vence por 11-6 a la Facultad de Medicina de la Universidad de São Paulo, vicecampeón brasileño de rugby y base de la selección de su estado, partido jugado en Santa Rosa de Las Condes.
En 1984, la «U», campeón invicto de Segunda División, viaja a jugar un cuadrangular internacional en San Juan de Argentina, en las canchas de El Palomar, acompañado del fundador de la rama, Mario Zamorano.
En 1985, Universidad de Chile recibe en el Stade Francais a la Universidad Nacional de San Juan (UNSJ), partido televisado por Canal 11 y en el que, después de dominar el primer tiempo, termina perdiendo por 17-7. A fines de ese año, la «U» recibe en el Stade Francais a la selección sub-21 de la Unión de San Juan, perdiendo por 14-6, y después, al primer equipo de la Universidad Nacional de Cuyo en el Físico, perdiendo estrechamente por 25-22. Luego, la «U» regresa a jugar el segundo cuadrangular internacional de San Juan, cayendo contra los locales UNSJ por 55-3 (encuentro en el que Alberto Olea salió lesionado a los 5 minutos de juego) y contra la Universidad Nacional de Salta, a la que derrota 16-10 en un violento partido nocturno.
En 1986, el equipo vence por 21-20 a Old Resian, subcampeón de Rosario en un torneo cuadrangular jugado en Reñaca.
En 1987, la «U» vence al equipo B o intermedio de Banco Hipotecario de Buenos Aires por 12-10, en partido nocturno jugado en canchas de San Carlos de Apoquindo como preliminar del partido del primer equipo de Banco Hipotecario con la «UC».
En 1988, Universidad de Chile inicia la temporada jugando la primera versión del Seven Internacional de Reñaca. En partidos nocturnos venció por 18-4 a Rivadavia de Mendoza, pero perdió el paso a semifinales contra Liceo Militar de Mendoza.

### Tenis
En los inicios de la rama de tenis del club deportivo, en damas destacaron: Primitiva Prieto, primera campeona de tenis en Chile en 1915; así como Rebeca Izquierdo, campeona en 1917, 1924 y 1925. Por su parte, en varones destacaron: Luis Harnecker, campeón en 1915, 1916, 1917 y 1918; así como los hermanos Domingo y Luis Torralva. Luis fue campeón en 1919, 1920, 1921, 1922 y 1925, mientras que Domingo, en 1923.
En 1928, luego de escasas manifestaciones de esta actividad en las temporadas anteriores, la rama de tenis quedó a cargo de Eduardo Salgado. Algunos de los exponentes de la sección en ese año, fueron Elías Deik, quien fue campeón en 1929, 1930 y 1931; Conrads; Álamos; y Mario Bórquez. Por las damas, en tanto, destacaron Ruperta Cantuarias y Arlette Canu. En ese año, los hermanos Torralva fueron campeones de Francia al derrotar en dobles al binomio de Bill Tilden y Charles Herbert Kingsley.
Años más tarde, destacó Andrés Hammersley, campeón en 1942, 1943, 1945 y 1946; junto a Irma Covarrubias, campeona en 1946 y 1948.

## Administración
Durante gran parte de su historia, la estructura del club deportivo estuvo conformada por el denominado Consejo General, constituido por un consejero profesional, elegido por los socios y representante tanto del rector como de la Federación de Estudiantes de la Universidad de Chile, además de los presidentes de los distintos centros deportivos que componían al club y quienes representaban a los estudiantes miembros de estos. Entre otras facultades del Consejo General, este elegía una Junta Ejecutiva encargada de administrar al club deportivo por el período señalado en los estatutos de la institución. Sin embargo, la dictadura militar disolvió el Consejo General, designando una nueva Junta Ejecutiva con la facultad de escoger a los presidentes de los centros deportivos y de las ramas, y que administró al Club Deportivo de la Universidad de Chile hasta su desaparición en 1984.

### Presidentes de la Federación Universitaria de Deportes
Los presidentes que rigieron a la Federación Universitaria de Deportes, desde 1919 a 1930, fueron:
- 1919: Hernán Alessandri (provisorio).[7]
- 1919: Carlos Haupt.[7]
- 1920: Carlos Haupt (reelecto).[7]
- 1921: Luis Asenjo.[7]
- 1922: Luis Flores.[7]
- 1923: Roberto Müller Hess (desde el 11 de mayo).[34]
- 1924: Domingo Aguayo.[34]
- 1925: Marcial Baeza M.[35]
- 1926: Marcial Baeza M (reelecto).[36]
- 1927: Rosauro Salas.[36]
- 1928: Julio Torres.[15]

### Presidentes del Club Universitario de Deportes de Chile
Los presidentes que rigieron al Club Universitario de Deportes de Chile, desde 1930 a 1935, fueron:
- 1930-1931: Enrique Didier.[37][38]
- 1931-1932: Enrique Didier (reelecto).[39]
- 1932-1933: Eugenio Ampuero.[40][41]

### Presidentes del Club Deportivo de la Universidad de Chile
Los presidentes que rigieron al Club Deportivo de la Universidad de Chile, desde su reestructuración en 1935, fueron:
| - 1935-1936: Carlos Lund - 1936-1938: Aníbal Bascuñán - 1938-1939: Manuel Somarriva - 1939-1940: Arturo Quintana - 1940-1941: Roberto Martínez - 1941-1942: Benjamín Claro Velasco - 1942-1943: Arturo Besoaín - 1943-1945: Aníbal Bascuñán - 1945-1948: Miguel Dagnino - 1949-1949: Raúl Rettig | - 1950-1954: Eugenio Velasco Letelier - 1955-1955: Antonio Losada - 1956-1959: Víctor Sierra - 1960-1965: Marcial Mora Wackenhut - 1966-1966: Leoncio Provoste - 1967-1967: Hugo Ayal - 1968-1971: Carlos Pilassi - 1971-1979: Emilio Torrealba - 1979-1984: Rafael Vargas Leiva - 1984-1984: Marcos Schweitzer |

## Palmarés

### Básquetbol
- Asociación de Básquetbol de Santiago (5): 1979, 1983, 1984, 1998 y Clausura 2003.
- Campeonato Nacional Universitario (2): 1949, 1959.
- Liga de Básquetbol Asociado (1): 1999.

### Básquetbol femenino
- Asociación de Básquetbol de Santiago (4): 1933, 1934, 1936,[42] 1939.
- Campeonato de Básquetbol Femenino Sub-17 (1): 2012.[43]
- Subcampeón de la Asociación de Básquetbol de Santiago (1): 1937.

### Fútbol
- Primera División de Chile (7):[44] 1940, 1959, 1962, 1964, 1965, 1967 y 1969.
- Torneo Metropolitano (2) 1968 y 1969.
- Copa Chile (1):[45] 1979,[nota 1]
- Serie B (2):[46] 1936 y 1937.
- Sección Amateur de la Asociación de Football de Santiago (1): 1934.[nota 2]
- Copa Francisco Candelori (1): 1969.[47][48][49]

### Hockey patín

#### Hockey patín femenino
- Liga Nacional de Hockey (3) : Apertura 2006, Clausura 2006 y Apertura 2007.

### Vóleibol
- Torneo Metropolitano de la Liga de Educación Superior del Instituto Nacional de Deportes de Chile (1): 2011.[50]